# Vore værste år
Vore værste år (Married... with Children) er en amerikansk komedieserie, med familien Bundy i hovedrollen. Den blev oprindeligt vist på tv-kanalen Fox network fra 1987 til 1997.

## Baggrund
Serien var en satsning for selskabet FOX, da den indeholder referencer til sex og toiletter. Begge dele noget man ikke nævnte på TV dengang. Serien var banebrydende, og gjorde det nemmere for andre serier som Roseanne. På det tidspunkt var det serier som Cosby, der var fremme. Serier med pæne familier, der opførte sig anstændigt. Bundy er alt andet end en pæn familie, og deres opførsel er langt fra anstændig.

## Handling
Familien Bundy bor i en søvnig forstad til Chicago, og består først og fremmest af Al Bundy – faderen i huset. Al arbejder i en skobutik og sælger damesko. Hver gang han har penge i lommen, ender de som regel i hænderne på hans meget krævende familie. Al er besat af amerikansk fodbold og sport i det hele taget, og er ekstremt mandschauvinistisk. Al føler sig fanget i ægteskabet, og er ked af at skulle vende hjem til dem hver eneste dag. Det værste for ham er, når hans kone ønsker sex. Al lugter, da han ikke bruger sæbe, tandpasta og deodorant. Hans fødder lugter så voldsomt, at lugten alene giver folk brækfornemmelser. 
Hans kone, Peg, er en hjemmegående kvinde, der lyver om sin alder, aldrig laver mad, gør aldrig rent og nasser penge af sin mand til at købe nytteløse ting på shopping samt spiser bonbons hele dagen lang.
Datteren Kelly er en mindre klog blondine. Hun virker som en magnet på det modsatte køn. Hun kan have op til flere dates på en aften.
Sønnen Bud, lillebror til Kelly, er væsentligt mere begavet end Kelly, men de opgaver han sætter sig for synes aldrig rigtig at blive færdige. Han er glad for piger, men pigerne er ikke glade for ham.

## Medvirkende
- Ed O'Neill – Al Bundy
- Katey Sagal – Peg Bundy
- Christina Applegate – Kelly Bundy
- David Faustino – Bud Bundy
- Amanda Bearse – Marcy Rhoades D'Arcy
- David Garrison – Steve Rhoades
- Ted McGinley – Jefferson D'Arcy